# Caolinit
Caolinit: numele mineralului provine de la caolin, rocă alcătuită în cea mai mare din caolinit. 

## Istoric
Numele rocii vine de la localitatea chineză Gaoling, cunoscută și sub denumirea de "dealul înalt".
Prelucrarea caolinului în China, respectiv a caolinitului cu feldspatul pentru producerea vaselor de porțelan într-o formă mai primitivă, datează probabil din secolul al VII-lea.
Mineralul a fost folosit deja prin anul 105 d.C. la prelucrarea hârtiei, 600 de ani mai târziu fiind folosit ca materie primă în industria ceramică chineză.
Dezvoltarea industriei porțelanului a dus în continuare la perfecționarea cuptoarelor de ardere a vaselor de ceramică; când s-a ajuns la temperatura de 1450°C s-a realizat procesul de vitrificație a amestecului de caolinit și feldspat.
Porțelanul chinezesc ajunge să fie o marfă importantă și apreciată în comerțul cu Europa.
În anul 1707 sunt descoperite primele depozite de caolinit (caolin) în apropiere de Meißen din Germania de est (Saxonia).

## Formare și răspândire
Caolinitul este constituit din cristale microscopice, cu un habitus foios, mineralul este de cele mai multe ori partea componentă a sedimentului mineralelor argiloase, cu mărimea particulelor sub 2 microni.
Mineralul este format în general din silicați de aluminiu care se află în regiunile umede, fiind un produs tipic al silicaților de aluminiu supus proceselor chimice cauzate de intemperii, prin acțiunea acizilor sau proceselor de hidroliză, a mineralelor, ca cele din grupa feldspatului, care umplu prin diageneză porii sedimentelor.
Caolinitul ia naștere în prezența concentrațiilor mici de potasiu, la presiuni și temperaturi joase, sub 300 °C și la o valoare pH între 3 și 5, iar la concentrații mai mari de potasiu se formează filosilicatele care au o structură tetraedrică de SiO4.
Rocile de origine sunt frecvent roci magmatice acide ca granit sau riolit, iar mineralele prezente fiind feldspatul și muscovitul. Transformarea feldspatului potasic în caolinit se produce la o valoare pH sub 5 ca și la un proces de hidroliză parțială în mediu acid:
4 KAlSi3O8 (s) + 6 H2O (l) → Si4Al4O10(OH)8 (s) + 8 SiO2 (s) + 4K(OH) (aq)
În condiții calde tropicale cu precipitații bogate, cu procese de deshitratare rapidă, dar cu aflux adecvat de apă pentru a putea transporta componontele dizolvate din granite și riolite, care vor fi transformate și separate caolinitul de cuarț care este mai rezistent la intemperii, plagioclazii se descompune în feldspat potasic și muscovit.

## Structură
Structura cristalină a caolinitului este compusă dintr-un strat tetraedric, care este cuplat cu un strat cu o structură octaedrică.
Stratul tetraedric este polimerizat bazal cu atomi de oxigen și siliciu, iar stratul octaedric este constituit din laturile octaedrilor care sunt legate de atomi de aluminiu. Cele două straturi amintite sunt aranjate în structura mineralului într-un raport de 1:1.
În afară de caolinit care se găsește în procentul cel mai ridicat în grupa caolinitului, mai există variante a caolinitului, identice din punct de vedere chimic, numai raportul straturilor de structură diferă de raportul 1:1 și anume Dickitul, Halloysitul și Nakritul.

## Utilizare
Utilizarea mineralului cea mai importantă este obținerea porțelanului, sau ca emulgant al vopselelor și materialelor plastice.
Caolinitul mai este utilizat în fabricarea hârtiei, la apretarea fibrelor textile, sau la fabricarea cărămizilor refractare.
O altă utilizare importantă a caolinitului în prezent este acoperirea hârtiei cu un strat protector, azi 60 % din producția de caolin servește la acest procedeu.